# Juan Daura

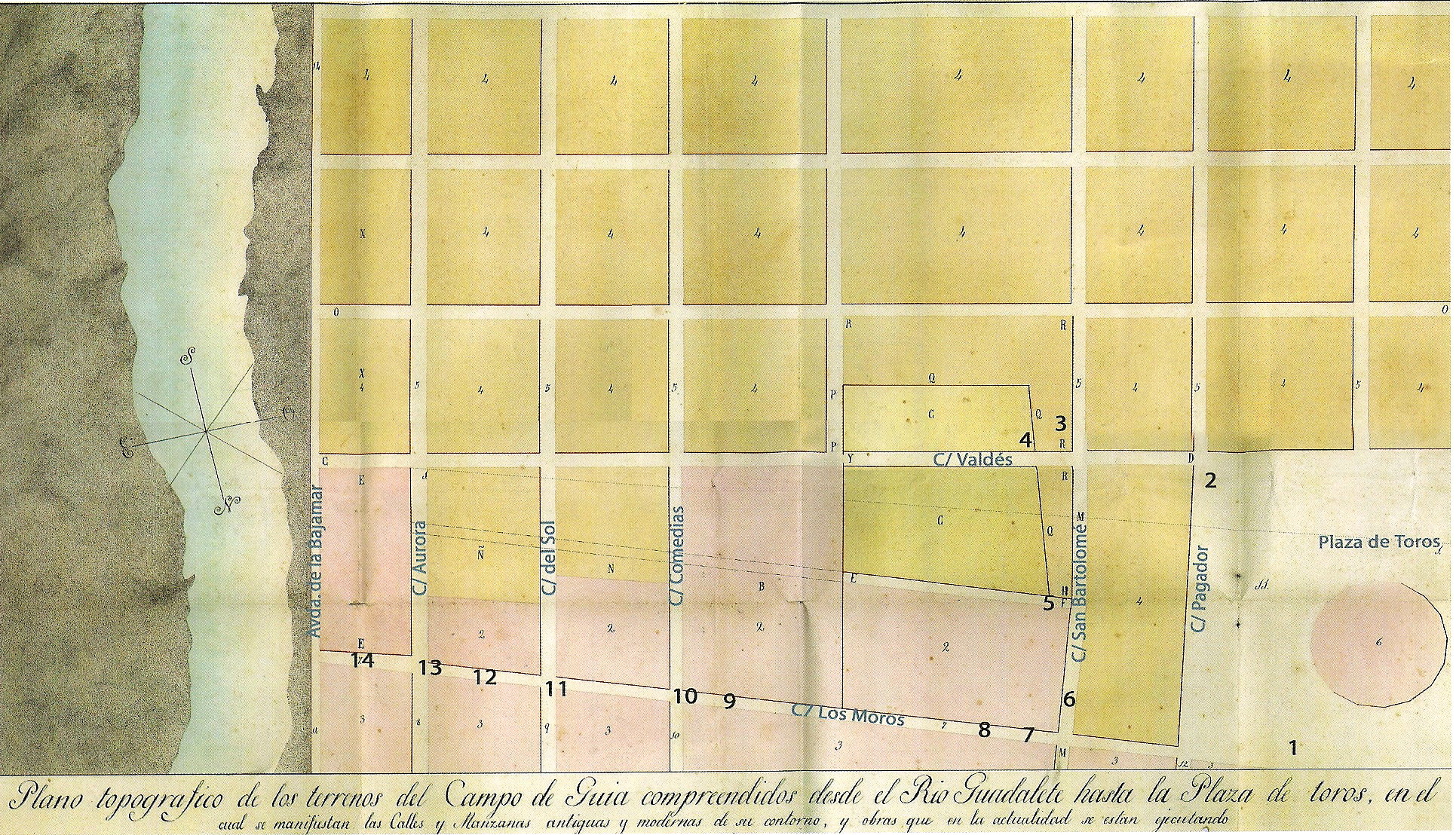
Plano del Campo de Guía, en El Puerto de Santa María.

Juan Daura Jover fue un arquitecto español nacido en Tarragona en 1791, ciudad en la que cursa estudios de arquitectura y matemáticas. Tras la Guerra de la Independencia, en la que presta importantes servicios como ingeniero, obtiene el nombramiento de arquitecto y traslada su residencia, en 1831, a Cádiz. En esta ciudad acomete las obras de la Catedral nueva y diseña la cúpula con azulejos amarillos, a la que remata con un remate hoy desaparecido. Esta intervención de Daura permitiría que la Basílica abriera sus puertas al culto en 1838. Con proyecto de Torcuato Benjumeda, Daura inicia en 1837 la construcción del Mercado de Abastos, en la plaza de la Libertad, con puestos de mampostería y columnas de más de cuatro metros de altura. También construyó la Academia de Bellas Artes.
Daura es autor además del edificio del actual Museo de Cádiz, proyectó el ayuntamiento de Las Palmas de Gran Canaria y participó en el diseño del Campo de Guía, en El Puerto de Santa María.
La última obra de Daura sería la Plaza de Toros situada en el gaditano Campo del Sur. Formaba un polígono de dieciséis lados y tenía capacidad para más de once mil espectadores. Falleció en su domicilio de la calle de la Torre de la capital gaditana en 1844.
- Datos: Q5949037
- Multimedia: Juan Daura / Q5949037